# ひまわりの歌
『ひまわりの歌』（ひまわりのうた）は、1981年11月13日から1982年5月28日までTBS系列で放送されたテレビドラマである。大映テレビ、TBS制作。全27回。主演は宇津井健。1981年10月26日に逝去した伴淳三郎の遺作となった。

## 概要
弁護士の大木英介と英介の法律事務所を中心に、様々な事件と調査員の活躍を描く作品として放送された。フィルム撮影が中心の大映テレビの連続ドラマでは初めてVTRで撮影された作品である。

## キャスト
- 大木英介 - 宇津井健

正義感溢れる壮年の弁護士。人が良く困っている人を放っておけない。無実の罪に苦しむ刑事事件の被疑者のために東奔西走することが多く、反面、財産相続、離婚訴訟のように自分への報酬は高いが人間の醜い部分が曝け出される訴訟は避けているため、あまり金銭的には豊かではない。
- 坂本竜 - 中村雅俊

大木弁護士事務所所属の調査員。自称探偵。元は英介の弁護により立ち直ったチンピラで、英介に心酔して弁護活動を手伝うようになる。腕っぷしが強く、悪人との格闘を受け持つことが多い。自分の探偵事務所を持つのが夢。
- 小野トシ子 - 中原理恵

大木弁護士事務所所属のタイピスト（事務経理担当）。男に騙されて自暴自棄になっていた所を英介の弁護で救われた過去を持つ。坂本と共に聞き込みに回ることもある。
- 鈴木正雄 - 沖田浩之

石崎と良子の間に生まれた私生児。自分の生い立ちを知り、グレてしまうが、英介と知り合い更生の切っ掛けをつかみ、大木弁護士事務所所属の調査員となる。石崎を目の敵にしていたが、最終回で石崎が出世目当てで母と別れた訳ではないことを知り和解する。
- 大木香子 - 林紀恵

大木の一人娘。母を幼い頃に亡くしており、しっかりした性格に育つ。正雄に淡い恋心を抱いている。
- 木村源吉 - 伴淳三郎（第4話まで） → 松村達雄（第5話から）

大木弁護士事務所所属の計理係。香子の祖父で英介の義父にあたる。元刑事で、当初は正雄の事を不良として快く思っていなかったが、終盤では幾分更生を認めている様子がうかがえる。
- 神田刑事 - 橋本功

いわゆる駄目刑事。思い込みの捜査で何度も真犯人を見逃し、誤認逮捕を繰り返している。
- 安子 - 西川ひかる

明の母。教養も美貌も無いが女手一つで明を育てている。一度だけ偽証して日頃温厚な英介を激怒させた事がある。
- 明 - 久保田篤

正雄の友人のチンピラ。正雄と異なり意思が弱く更生もせずブラブラしている。
- 鈴木良子 - 松原智恵子

正雄の母。昔、石崎と付き合っていたが正雄を身篭り、身を引くようにして石崎と別れて、一人で小料理屋を切り回して正雄を育てる。
- 石崎一郎 - 杉浦直樹

いわゆる鬼検事。作劇上、無実の人間を起訴して英介の弁護に毎回敗れるとの役回りであるが決して無能、非情な人物ではない。幼い頃に両親を強盗殺人犯に殺害され、事件を担当した検事が真犯人を突き止め、またその検事に引き取られ育った過去を持つ。良子と交際していた時、大恩人の検事から自分の娘と結婚して欲しいと言われ、どうしても断りきれず断腸の思いで良子に別れ話を告げたが良子が正雄を懐妊していた事実を知らなかった。もし知っていたら決して別れたりはしなかったと後々後悔している。恩人の娘との間に子供は授からず、正雄の事を陰ながら父として心配する一面も持つ。
- 内藤武敏

裁判長。
- 浅見小四郎

浅野刑事（神田刑事の相棒）。

## スタッフ
- プロデューサー：野添和子、山本典助(TBS)
- 作・脚本：安本莞二
- 脚本：今井詔二、池田雄一、田口耕三
- 音楽：菊池俊輔
- 撮影監督：森田富士郎
- 監督：増村保造、国原俊明、本多勝也、橋本信也、和田旭、瀬川昌治、山本隆則、合月勇
- 製作：大映テレビ、TBS

## 主題歌
- 「俺をよろしく」（歌：沖田浩之）
  - 作詞：阿木燿子／作曲：筒美京平／編曲：鷺巣詩郎

## 放送リスト
| 話 | 放送日          | サブタイトル                     | 脚本     | 監督     | ゲスト |
| -- | --------------- | -------------------------------- | -------- | -------- | --- |
| 1  | 1981年 11月13日 | ミステリーな僕の生れ             | 安本莞二 | 増村保造 | 五十嵐めぐみ、戸浦六宏、湯原昌幸、清水章吾、伊藤栄子、佐々木梨里、清水宏、高橋英郎、灰地順                         |
| 2  | 11月20日        | 結婚前のあやまち!!               | 安本莞二 | 増村保造 | 高樹澪、市毛良枝、樹木希林、今いくよ・くるよ、星野知子                                                             |
| 3  | 11月27日        | 妻たちの反逆！                   | 安本莞二 | 増村保造 | 樹木希林、市毛良枝                                                                                                 |
| 4  | 12月4日         | だまされ続けた女の復讐           | 安本莞二 | 国原俊明 | 稲葉義男、堀内正美、早川雄三、門脇五郎、井上孝雄、今いくよ・くるよ                                                 |
| 5  | 12月11日        | 蒸発した夫は殺されたのか？       | 安本莞二 | 国原俊明 | 星野知子、下條アトム                                                                                               |
| 6  | 12月18日        | 哀れ!女子高校生の犯罪            | 安本莞二 | 国原俊明 | 岡まゆみ、峰岸徹、風吹ジュン、桐原五月                                                                             |
| 7  | 12月25日        | 美しい高校教師のすごい告白！     | 安本莞二 | 国原俊明 | 宮田恭男、池上季実子                                                                                               |
| 8  | 1982年 1月8日   | 襲われた娘・お父さん助けて!!     | 安本莞二 | 増村保造 | 永島暎子、森川正太                                                                                                 |
| 9  | 1月15日         | 殺意の京都めぐり                 | 安本莞二 | 国原俊明 | 南田洋子、朝丘雪路、大村波彦                                                                                       |
| 10 | 1月22日         | お化けガードの殺人鬼!!           | 安本莞二 | 国原俊明 | 石原真理子、池波志乃                                                                                               |
| 11 | 1月29日         | 顔がない女の犯罪!!               | 安本莞二 | 国原俊明 | 三浦真弓、柏原貴                                                                                                   |
| 12 | 2月5日          | 結婚指輪に秘められた殺人！       | 安本莞二 | 和田旭   | 左幸子、長谷直美                                                                                                   |
| 13 | 2月12日         | 結婚サギ！佐賀旅情               | 今井詔二 | 瀬川昌治 | 赤座美代子 |
| 14 | 2月19日         | 阿蘇山の花嫁・結婚式ジャック!!   | 安本莞二 | 国原俊明 | 遠藤真理子、岡竜也                                                                                                 |
| 15 | 2月26日         | 十年泣いた娘の怖さ！             | 池田雄一 | 橋本信也 | 明石家さんま、河原崎長一郎、古館ゆき                                                                               |
| 16 | 3月5日          | 受験生の母・殺人事件!!           | 安本莞二 | 山本隆則 | 津村隆 |
| 17 | 3月12日         | 車の中は女の密室!!               | 田口耕三 | 国原俊明 | 西岡徳馬、森田理恵、坂上二郎                                                                                       |
| 18 | 3月19日         | 高校同窓会から殺人が始まった！   | 安本莞二 | 合月勇   | 五十嵐めぐみ、南條豊                                                                                               |
| 19 | 3月26日         | 京都・横領OLの犯罪日記!!         | 安本莞二 | 国原俊明 | 風吹ジュン、峰岸徹、岡まゆみ、山内賢、織本順吉、 草薙良一、真田英明、岡本美登、青木勇嗣                            |
| 20 | 4月9日          | クスリ屋の母子の恐ろしい計画!!   | 安本莞二 | 橋本信也 | 朝丘雪路、大村波彦、あいはら友子、なべおさみ、小坂一也、車だん吉、小林尚臣、池田善彦、三浦康治、吉宮慎一、益田哲夫 |
| 21 | 4月16日         | 死んだ妻からの復讐!!             | 田口耕三 | 橋本信也 | 小坂一也、峰岸徹、竹井みどり                                                                                       |
| 22 | 4月23日         | 新しいお母さん!!殺人事件         | 今井詔二 | 国原俊明 | 柄沢次郎、早川雄三、伊藤栄子                                                                                       |
| 23 | 4月30日         | もてない娘の殺意!!               | 田口耕三 | 合月勇   | 木内みどり、仲谷昇、所ジョージ、新藤恵美、風見章子                                                                 |
| 24 | 5月7日          | 恐怖のお見合い殺人!!             | 安本莞二 | 国原俊明 | 加藤健一、児島美ゆき、深江章喜、林ゆたか、中本賢、西田良、久木念、高品正広、石田和彦、立川良一、岡本美登、沢田祥二 |
| 25 | 5月14日         | くたばっちまえッ・恐怖の結婚!!   | 安本莞二 | 国原俊明 | 加藤健一 |
| 26 | 5月21日         | 夫のかくし子・高校生殺人事件!!   | 安本莞二 | 増村保造 | 岡江久美子、井上孝雄、佐藤友美                                                                                     |
| 27 | 5月28日         | 秘密の子供！裏切られた妻の復讐!! | 安本莞二 | 増村保造 | 佐藤友美、井上孝雄、岡江久美子、名古屋章、鈴木瑞穂、灰地順、木村元、久富惟晴、松本道子、山口正一郎、杉山孝志       |

その他のゲスト出演者
- 岩瀬威司、北詰友樹、火野正平、穂積隆信、今井健二、土方弘、百瀬三那子

- 1982年4月2日は映画『男はつらいよ 奮闘篇』放送のため、当時22時台に放送していた『あまく危険な香り』と共に休止。

| TBS 金曜9時枠   | TBS 金曜9時枠 | TBS 金曜9時枠                                |
| 前番組          | 番組名        | 次番組                                       |
| --------------- | ------------- | -------------------------------------------- |
| 玉ねぎむいたら… | ひまわりの歌  | 六月の危険な花嫁 ※金曜ミステリー劇場枠に改編 |